# 長榮國際連鎖酒店
長榮酒店（英語：Evergreen International Hotels）為長榮集團旗下的連鎖飯店體系，屬於長榮國際管理。長榮集團為配合其全球航空事業版圖，將業務拓展至酒店產業。酒店以「桂冠」命名，寓意追求卓越，成為業界標杆。
目前在臺灣的臺北、基隆、臺中、嘉義太保、臺南、宜蘭礁溪等地設有旅館，台灣以外則在曼谷、上海以及巴黎等城市設有飯店，與長榮集團航空路線形成互補。
2010年中華民國交通部觀光局首波星級旅館評鑑，將長榮桂冠酒店（臺北市、臺中市）與台糖長榮酒店（台南市）評定為五星級。

## 旗下飯店

### 臺灣

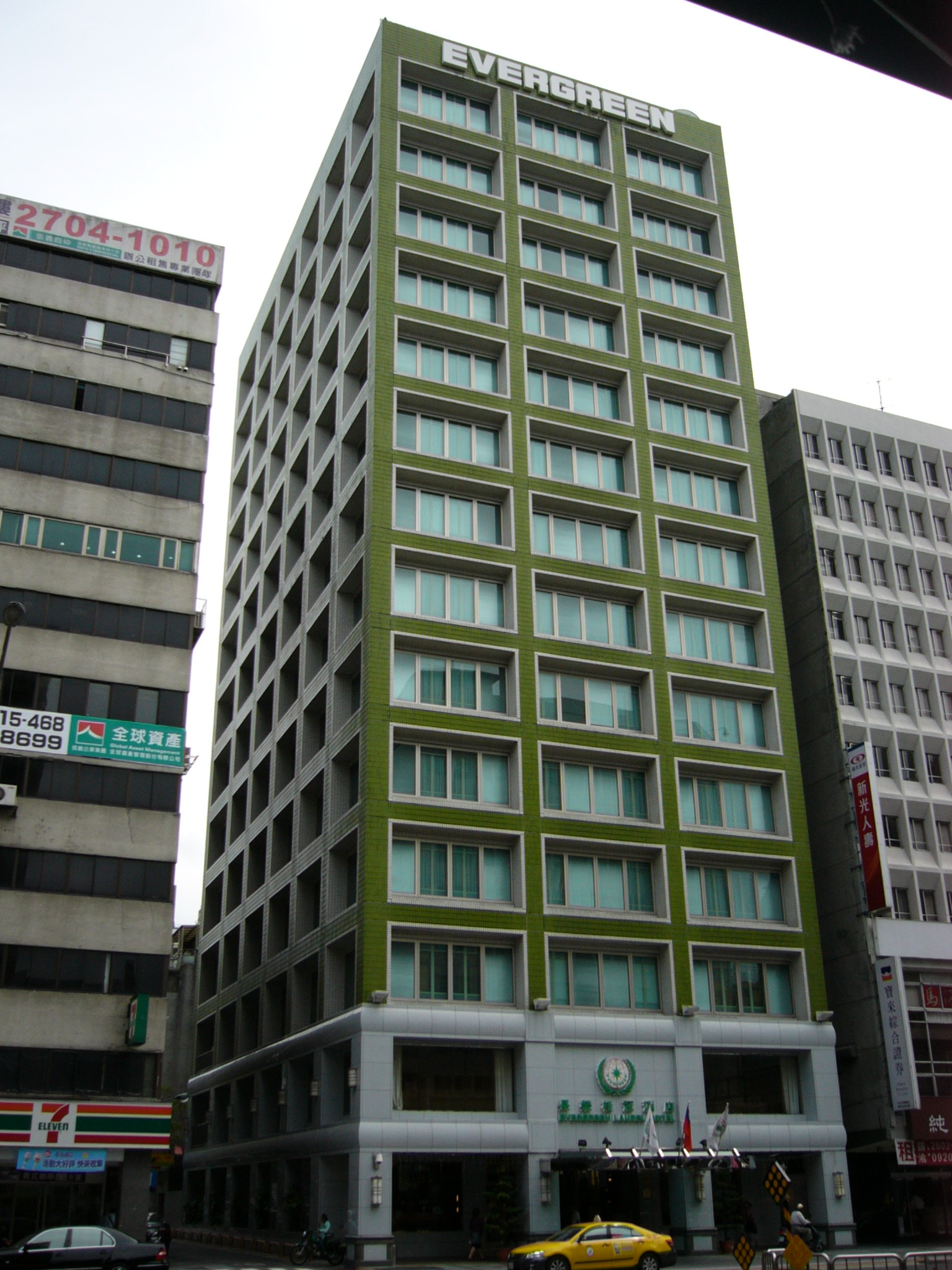
長榮桂冠酒店（臺北）

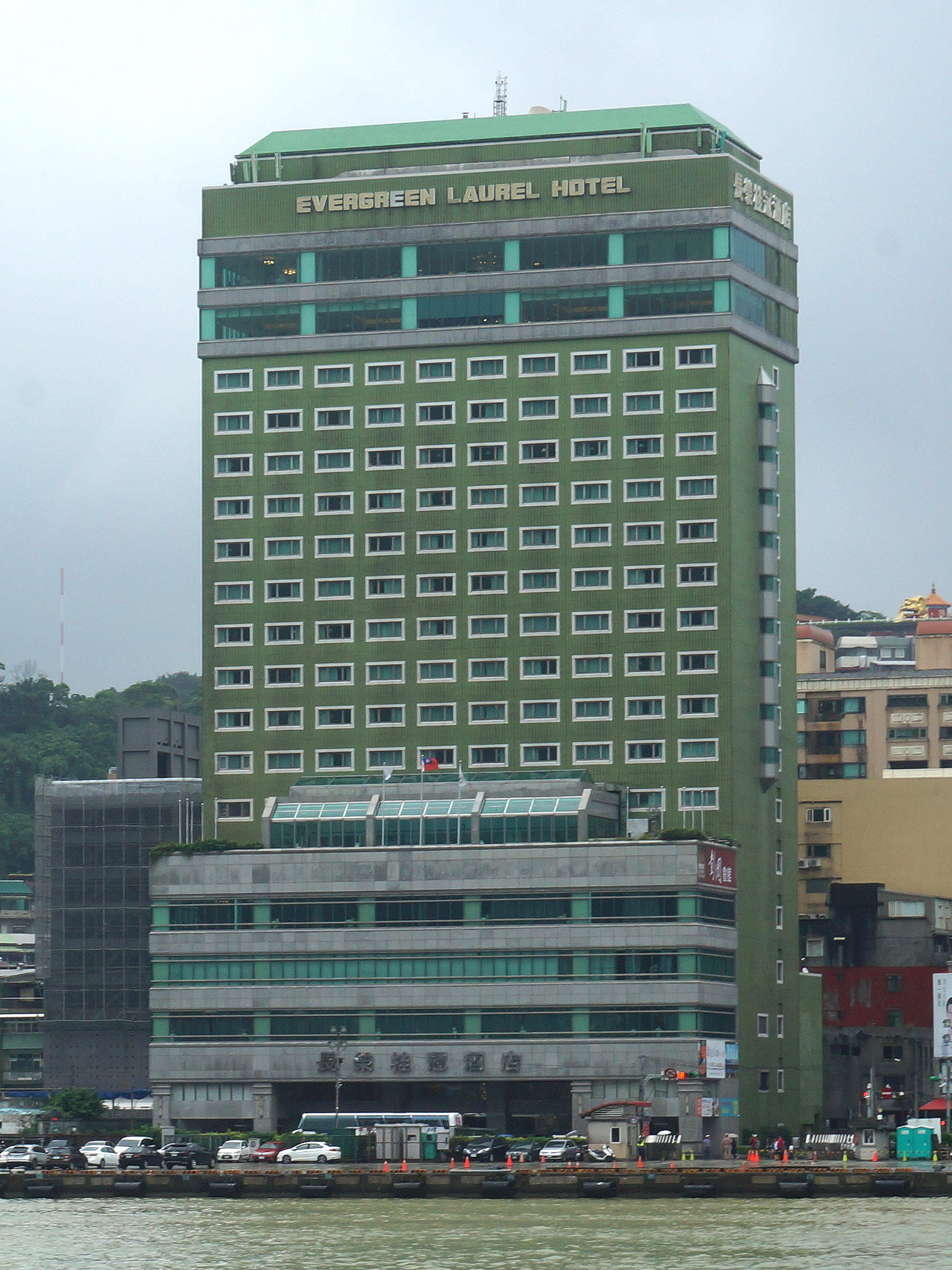
長榮桂冠酒店（基隆）

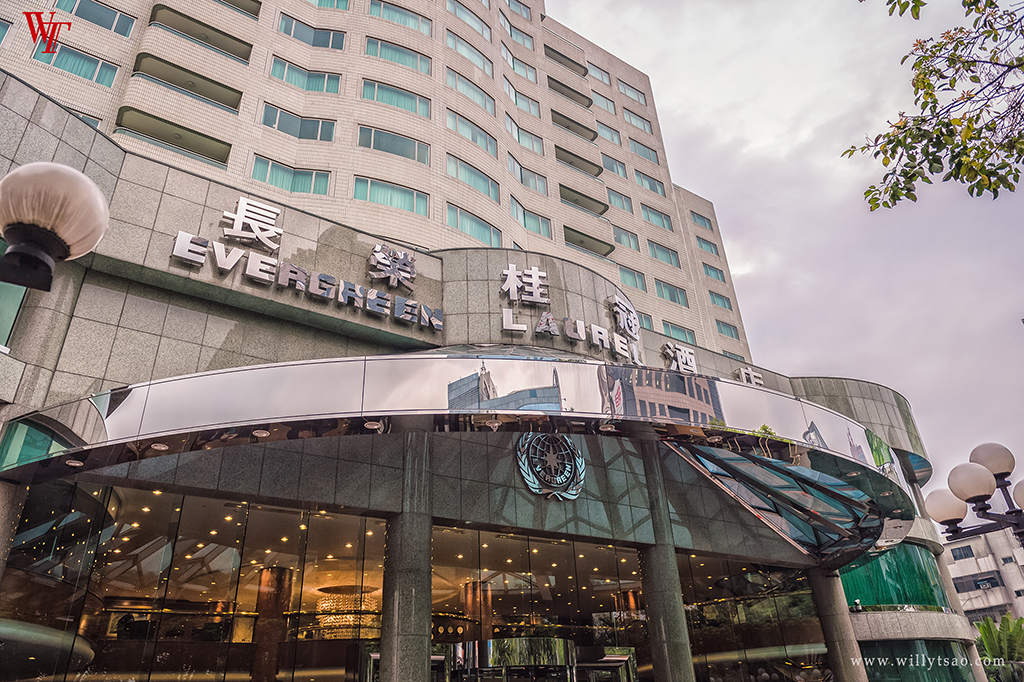
長榮桂冠酒店（臺中）

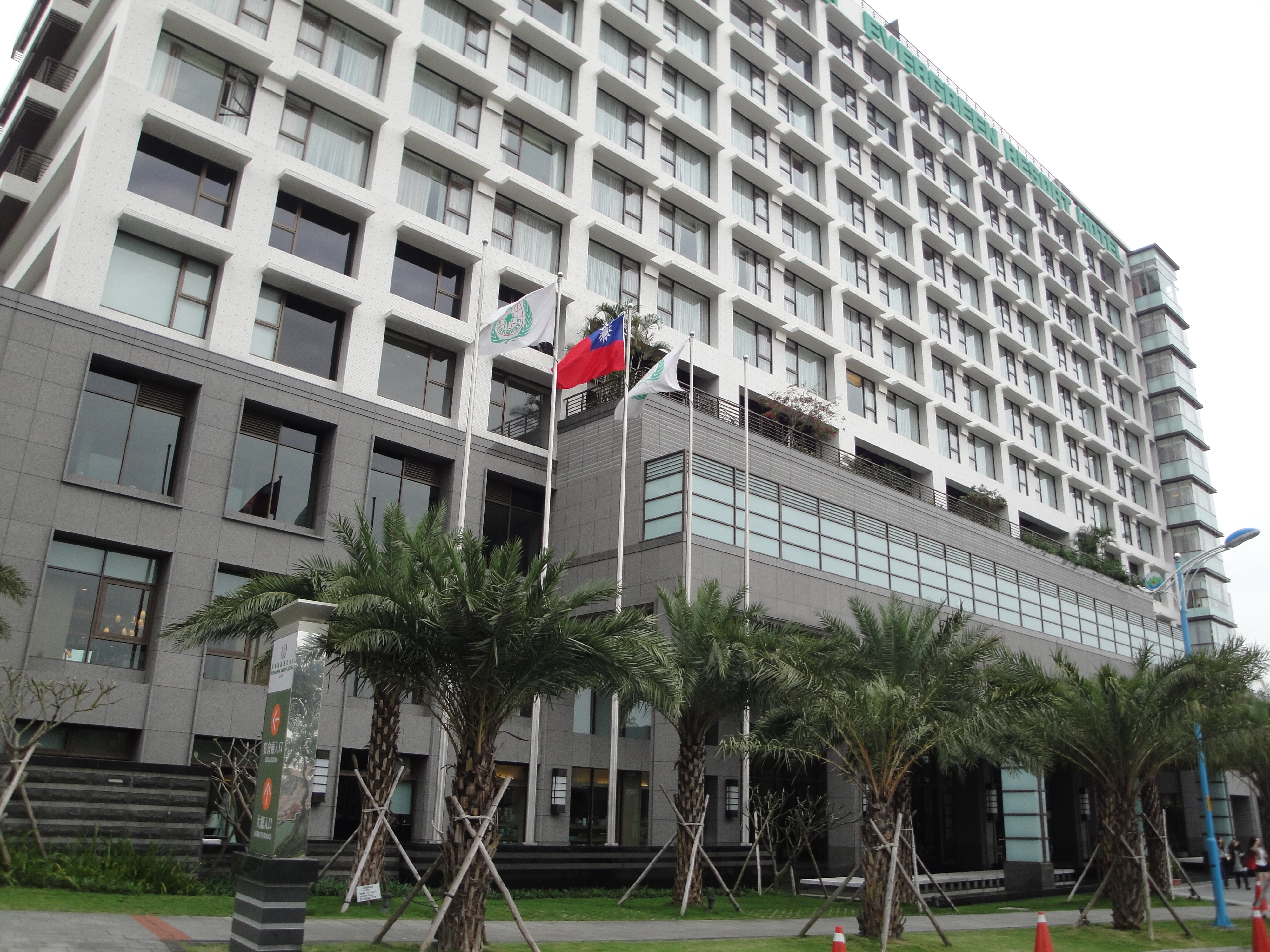
長榮鳳凰酒店（礁溪）

- 長榮桂冠酒店（臺北）：臺北市中山區松江路63號，交通部觀光署評為五星級飯店。
- 長榮桂冠酒店（基隆）：基隆市中正區中正路62之1號，交通部觀光署評為四星級飯店。
- 長榮桂冠酒店（臺中）：臺中市西屯區臺灣大道二段666號，交通部觀光署評為五星級飯店。
- 長榮文苑酒店（嘉義）：嘉義縣太保市故宮大道777號，由佳茂集團旗下的文苑公司與長榮國際連鎖酒店合作，於嘉義縣太保市故宮南院對面打造地下1層、地上12層的建物，客房數263間，2015年5月21日動土，2019年12月21日試營運，2020年4月1日正式營運[2]；交通部觀光署評為五星級飯店。
- 台糖長榮酒店（台南）：臺南市東區中華東路三段336巷1號，交通部觀光署評為五星級飯店。
- 長榮鳳凰酒店（礁溪）：宜蘭縣礁溪鄉健康路77號，由寶宏建設與長榮國際連鎖酒店合作，2010年開幕，客房數231間。
- 采 • 寓 Halo House：臺中市西屯區市政北七路189號，2025年1月21日試營運，2025年3月25日正式營運，是長榮酒店推出最新的輕奢品牌，客房數130間。[3]

### 境外
- 法國 巴黎：長榮桂冠酒店；
- 泰國 曼谷：長榮桂冠酒店；
- 中国 上海：浦東新區祖沖之路1136號。

### 旧址
- 長榮轉機旅館：桃園市大園區臺灣桃園國際機場第二航廈4樓，2015年10月1日結束營業；
- 日本 福岡：長榮瑪琳諾亞飯店；
- 香港：長榮華苑酒店。
- 马来西亚 檳城：長榮桂冠酒店；

## 事件

### 巴黎長榮桂冠酒店「五星旗事件」
2024年8月13日，中国大陆网民“张教官”发布视频声称法国巴黎长荣桂冠酒店未悬挂五星红旗，在片中要求酒店悬挂，遭拒后取消了半小时前预订的房间。数日后酒店在中国大陆社交媒体平台被网民声讨抵制，并被多个有中国大陆官方背景的在法侨团及协会联合召开会议谴责。台湾方面表示中国大陆企图以经济胁迫进行政治操弄，民进党称中共當局背後有一定程度推波助瀾。

## 外部連結
- 官方网站